# Henri Claude Maître
Pour les articles homonymes, voir Henri Maitre et Maître.
Henri Claude Maître, né à Louhans le 26 novembre 1883, mort à Beausoleil (Alpes-Maritimes) le 16 décembre 1946, journaliste et homme politique français.

## Biographie
Henri Maître poursuivit une carrière politique en étant député de Saône-et-Loire de 1910 à 1928 et sous-secrétaire d'État aux Régions libérées du 19 juillet 1926 au 22 juillet 1926 dans le très bref deuxième gouvernement Édouard Herriot.

## Sources
- « Henri Claude Maître », dans le Dictionnaire des parlementaires français (1889-1940), sous la direction de Jean Jolly, PUF, 1960 [détail de l’édition]